# Peter Pen
Peter Pen (* 14. Juni 1973 in Maribor) ist ein ehemaliger slowenischer Skirennläufer. In den Disziplinen Abfahrt und Super-G war er vor Andrej Jerman der erfolgreichste Skifahrer des slowenischen Skiverbandes.

## Biografie
1996 debütierte Pen im Weltcup und gewann bereits in seinem zweiten Rennen – dem Super-G von Garmisch-Partenkirchen – seinen ersten Weltcuppunkt. Dies war zugleich der erste Weltcuppunkt im Super-G des noch jungen slowenischen Herrenteams. In der Folge punktete Pen vor allem in der Abfahrt, beste Saison war dabei 2000/01. Er erreichte in dieser Saison unter anderem zwei Platzierungen unter den besten Zehn (6. in Val-d’Isère und 10. in Kvitfjell) und belegte in der Abfahrts-Gesamtwertung Rang 25. An diese Leistung konnte er aber nicht mehr anschließen und 2004 beendete Peter Pen schließlich seine Karriere.
Pen war zweimal Mitglied der slowenischen Olympiamannschaft (Nagano 1998 und Salt Lake City 2002) und nahm an zwei Alpinen Skiweltmeisterschaften teil (St. Anton 2001 und St. Moritz 2003). Seine besten Platzierungen erreichte er jeweils in der Kombination als 8. in Nagano bzw. 7. in St. Anton – beide Male allerdings mit großem Rückstand.